# Cricotopus nevadensis
Cricotopus nevadensis är en tvåvingeart som beskrevs av Creu Casas Sicart och Vilchez-quero 1992. Cricotopus nevadensis ingår i släktet Cricotopus och familjen fjädermyggor.
Artens utbredningsområde är Spanien. Inga underarter finns listade i Catalogue of Life.